# Quilapayún 5
Quilapayún 5 es el noveno álbum de la banda chilena Quilapayún, publicado en 1972.

## Lista de canciones
| N.º | Título                                     | Letras             | Música                            | Duración |  |
| 1.  | «Ausencia»                                 | instrumental       | Eduardo Carrasco & Rodolfo Parada |          |  |
| 2.  | «Las obreras»                              | popular            | popular                           |          |  |
| 3.  | «Tú»                                       | instrumental       | Eduardo Carrasco                  |          |  |
| 4.  | «Guarén»                                   | instrumental       | Eduardo Carrasco                  |          |  |
| 5.  | «Como la flor»                             | Sergio Ortega      | Sergio Ortega                     |          |  |
| 6.  | «Voy y vuelvo»                             | instrumental       | Eduardo Carrasco                  |          |  |
| 7.  | «Tan alta que está la luna» (1a grabación) | popular            | popular & Quilapayún (arreglos)   |          |  |
| 8.  | «Sol del Perú»                             | instrumental       | popular                           |          |  |
| 9.  | «Amanda-Ortiga»                            | instrumental       | Sergio Ortega                     |          |  |
| 10. | «Preludio»                                 | instrumental       | Johann Sebastian Bach             |          |  |
| 11. | «Vals»                                     | instrumental       | Eduardo Carrasco                  |          |  |
| 12. | «Cueca de la libertad»                     | Cirilo Vila        | Quilapayún                        |          |  |
| 13. | «La última curda»                          | G. Matos Rodríguez | G. Matos Rodríguez                |          |  |

## Créditos
Quilapayún
- Eduardo Carrasco
- Carlos Quezada
- Willy Oddó
- Hernán Gómez
- Rodolfo Parada
- Rubén Escudero
- Hugo Lagos (en las canciones 9, 10 y 11)